# Union populaire pour la libération de la Guadeloupe
De Union populaire pour la libération de la Guadeloupe (UPLG, vertaald: Volksunie voor de bevrijding van Guadeloupe) is een politieke partij en voormalig gewelddadige onafhankelijkheidsbeweging in Guadeloupe. Ze werd in 1978 door Lucien Perrutin en Jean Barfleur opgericht en komt voort uit de Groupe d'organisation nationale de la Guadeloupe (GONG).

## Geschiedenis
De UPLG werd in 1978 opgericht door voormalige leden van de GONG, een van de eerste onafhankelijkheidsorganisaties op Guadeloupe.
Op 13 december 1981 was ze de oprichter van het de Mouvement pour l’unification des forces de libération nationale de la Guadeloupe (Beweging voor de vereniging van de nationale bevrijdingskrachten van Guadeloupe; MUFLNG), met het doel om linkse vakbondskrachten en separatisten samen te brengen. Tegenhangers van de MUFLNG zijn gewapende groepen als de Groupe guadeloupéen de libération armée, het Mouvement populaire pour la Guadeloupe indépendante en de Armée de libération nationale.
In 1982 verzette de organisatie zich tijdens een persconferentie tegen de decentralisatiewet en tegen wat zij het Franse kolonialisme noemde. Deze stellingname leidde tot samenwerking met de Mouvement indépendantiste martiniquais en het Front national de libération de la Guyana.
Tegelijkertijd is de beweging steeds radicaler geworden: in 1983 organiseerde de Alliance révolutionnaire caraïbe (ARC) van Luc Reinette - gearresteerd in 1984 - meerdere terroristische aanslagen. Zij wordt enigszins gesteund door de UPLG.
Op 24 juli 1984 stierven vier leden van de UPLG in Pointe-à-Pitre bij de ontploffing van bommen die bedoeld waren voor een aanslag op onder meer de architect Jack Berthelot, de psychiatrisch verpleegkundige Michel-Etienne Uranie, de leraar François Casimir en de landarbeider Fred Pineau.
In april 1989 staakte de UPLG de gewapende strijd en organiseerde ze demonstraties in Port-Louis om de vrijlating te eisen van gevangenen die geweld hadden uitgeoefend tegen de politie.

## Trivia

Vlag van Suriname

- De vlag van de afscheidingsbeweging vertoont grote gelijkenis met de vlag van Suriname.[1]